# Ammi visnaga
Амі зубна (Ámmi visnága) — дворічна, в культурі однорічна, трав'яниста рослина, вид роду Аммі (Ammi) родини окружкові (Apiaceae).
Середземноморське рослина. Ареал виду охоплює Південну і Південно-Східну Європу, Північну Африку, Близький і Середній Схід. Зустрічається на Кавказі, переважно в Азербайджані. Натуралізувався повсюдно.
Виростає в солонцюватих степах і на сухих схилах, а також як бур'ян в посівах. Місцями, по невеликих засолених пониженнях, утворює майже чисті зарості.
Гілляста, гола, трав'яниста рослина. Коріння білуваті, стрижневі, дерев'янисті. Стебло пряме, округле, борозенчасте, висотою до 1 м.
Листя чергове, довжиною 2-3 см, шириною 0,5-1 мм, двічі-тричі перисто-розсічене на тонкі, лінійні або лінійно-ниткоподібні, цільні, розчепірені, на кінці тонко загострені часточки.
Густі складні парасольки на довгих квітконосах, в поперечнику 6-10 см. Промені парасольки численні (до 100), голі, неоднакові по довжині, під час цвітіння розпростерті, при плодах стислі разом, тверднуть.